# Hiệu ứng Hopkinson
Hiệu ứng Hopkinson là hiện tượng bão hòa từ trong từ trường thấp trong các vật liệu sắt từ ở gần nhiệt độ Curie do quá trình quay thuận nghịch. Hiệu ứng Hopkinson chỉ xảy ra trong các vật liệu sắt từ có tồn tại dị hướng từ tinh thể.

Hiệu ứng Hopkinson còn được định nghĩa khác là hiệu ứng mà độ từ thẩm của chất sắt từ đạt cực đại ở gần nhiệt độ Curie. 

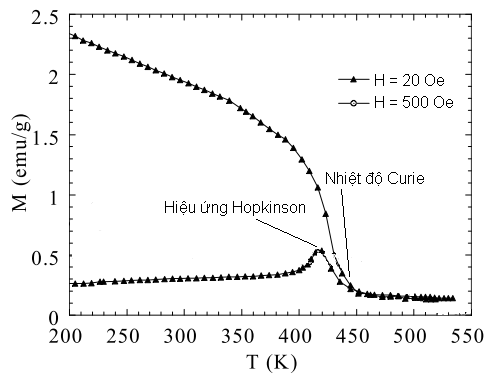
Hiệu ứng Hopkinson quan sát trên đường cong từ độ phụ thuộc nhiệt độ của chất sắt từ: Hiệu ứng Hopkinson tương ứng với cực đại của từ độ gần nhiệt độ Curie, và biến mất khi đo trong từ trường lớn

## Mô tả hiệu ứng
Hiệu ứng Hopkinson chỉ xảy ra trong các vật liệu sắt từ có tồn tại dị hướng từ tinh thể và xảy ra ở gần nhiệt độ Curie. Khi đó, quá trình từ hóa vật liệu là quá trình quay thuận nghịch, và từ trường quan hệ với từ độ M,  dị hướng từ tinh thể bậc một K1 theo biểu thức:
{\displaystyle H={\frac {2K_{1}}{M_{s}}}[2({\frac {M}{M_{s}}})^{2}-1]}
với Ms là từ độ bão hòa.
Khi nhiệt độ tăng đến gần nhiệt độ Curie,  dị hướng từ tinh thể bậc một K1 giảm nhanh hơn từ độ bão hòa rất nhiều nên chỉ cần một từ trường H rất nhỏ cũng đủ để bão hòa từ. Nếu ta đo đường cong từ độ phụ thuộc vào nhiệt độ (gọi là đường cong từ nhiệt) trong từ trường nhỏ thì khi xảy ra hiệu ứng Hopkinson, ta sẽ quan sát thấy từ độ đạt giá trị cực đại trước khi giảm nhanh xuống giá trị nhỏ tại nhiệt độ Curie. Tuy nhiên, hiệu ứng Hopkinson biến mất khi đo trong từ trường lớn.

## Ứng dụng của hiệu ứng Hopkinson
Hiệu ứng Hopkinson được đặt tên theo người phát hiện ra nó là nhà vật lý học người Anh John Hopkinson, phát hiện lần đầu tiên vào năm 1885. Hiệu ứng Hopkinson là hiệu ứng thuần túy vật lý, mang tính chất cơ bản, chưa từng được ứng dụng trong công nghệ, thường được dùng để xác định các đặc tính của vật liệu sắt từ. Hiệu ứng Hopkinson là bằng chứng khẳng định sự tồn tại của dị hướng từ tinh thể, xác định các tính chất chuyển pha, các tính chất định hướng trong vật liệu, hệ đơn đômen, đa đômen và xác định nhiệt độ Curie,,